# Tropicus triangulus
Tropicus triangulus là một loài bọ cánh cứng trong họ Heteroceridae. Loài này được Skalický miêu tả khoa học đầu tiên năm 2002.